# Новая Сокса
Новая Сокса — деревня в Назаровском районе Красноярского края России. Входит в состав Красносопкинского сельсовета.

## История
Новая Сокса основана вместо недалеко расположенной деревни Старая Сокса.

## География
Деревня расположена в 70 км к югу от районного центра Назарово.
В деревне две параллельных друг другу улицы, упирающихся, с одной стороны в березовую рощу, с другой в местное кладбище.
Вдоль одной улицы раскидывается малый водоем.

## Транспортная инфраструктура
Дорога в деревне насыпная проселочная, местами гравийка. До ближайшего села Красная Сопка добраться можно только по проселочной дороге, проехав около 9 км.
В 5 км от деревни проходит железная дорога, соединяющая ветку Назарово - Ужур с веткой на Шарыпово.

## Образование
• Начальная школа
Учеников средней школы возит автобус в село Красная Сопка в 9 км от деревни.

## Культура
• Молодёжный клуб
В выходные дни проводятся дискотеки, есть стол для настольного тенниса.

## Население
| 2010 |
| ---- |
| 254  |

Гендерный состав
По данным Всероссийской переписи населения 2010 года 131 мужчина и 123 женщины из 254 чел.